# Tschüs
Tschüs (ook wel geschreven als tschüss of tschüß) is een groet die vooral in Noord-Duitsland wordt gebruikt. In het Rijnland kent men de vorm tschö, in Sleeswijk-Holstein de variant tüüs en in het oosten van Duitsland tschüssi. Tschüs is een groet die in alle sociale klassen en leeftijdsgroepen gebruikt, zoals het Nederlandse hallo. In het oosten van Nederland wordt ook wel tjuus gebruikt.
Tschüs wordt beschouwd als een leenwoord uit het Romaanse taalgebied dat mogelijk afkomstig is van het Franse adieu, het Spaanse adiós of het Portugese adeus ("God zegene u"). Het woord zou zijn overgenomen van hugenoten die zich in steden als Bremen en Hamburg  vestigden en van contacten  uit de tijd van de Hanze met Spanje en Portugal. De in het noorden van Duitsland gebruikte oudere vorm atschüs (adjüs) of ajuus in aangrenzende delen van Nederland verwijzen hierna. Het aanroepen van een hogere macht is wel vergelijkbaar met het Zuid-Duitse en Oostenrijkse Grüß Gott. 
Het Italiaanse ciao, dat ook in varianten buiten Italië voorkomt, heeft een andere afstamming. Het komt van het Venetiaanse sčiao (in het Italiaans schiavo) wat te vertalen is met ik ben uw dienaar. Ciao is daarmee te vergelijken met de groet Servus, die afkomstig is van het Latijnse woord voor slaaf.